# Grobowiec Ewy
Grobowiec Ewy – grobowiec położony na cmentarzu w dzielnicy starego miasta (Al-Balad) w Dżuddzie w Arabii Saudyjskiej uważany przez niektórych muzułmanów za miejsce pochówku biblijnej Ewy. W 1975 roku wahhabiccy włodarze zabetonowali wejście do grobowca, aby uniemożliwić pielgrzymowanie do niego. Obiekt jest niedostępny dla turystów.
Na przełomie XIX i XX wieku grobowiec chciał zniszczyć Aun ar-Rafik, emir Hidżazu. Wstrzymał się przed tym z uwagi na krytykę. Mówiąc naprawdę myślicie, że „nasza matka” była tak wysoka? Jeśli głupota jest międzynarodowa, niech grobowiec stoi, ar-Rafik odniósł się do wielkości grobu, który ma mieć około 2,5 metra długości.
Émile-Félix Gautier szacuje długość grobowca na 130 metrów.